# Strandscha-Gletscher
Der Strandscha-Gletscher (bulgarisch ледник Странджа lednik Strandscha) ist ein Gletscher auf der Burgas-Halbinsel im Südosten der Livingston-Insel im Archipel der Südlichen Shetlandinseln. Im Delchev Ridge der Tangra Mountains wird er westlich vom Spartacus Peak sowie nördlich vom Yavorov Peak und Elena Peak flankiert. Er fließt in südöstlicher Richtung zur Bransfieldstraße.
Die bulgarische Kommission für Antarktische Geographische Namen benannte ihn 2004 nach dem Gebirge Strandscha im Südosten Bulgariens.